# Adavere
Adavere – osiedle (alevik) w Estonii, w prowincji Jõgevamaa, w gminie Põltsamaa.

## Historia
Pierwsza wzmianka o osiedlu pochodzi z 1510 roku. W 1893 roku powstał dworek, który w 1928 roku przeznaczono na budynek szkoły. W 2001 roku został on wyremontowany.

## Populacja
Źródło: